# Cy Young (friidrottare)
Cy Young, född 23 juli 1928 i Modesto, Kalifornien, död 6 december 2017 i Modesto, Kalifornien, var en amerikansk friidrottare.
Young blev olympisk mästare i spjutkastning vid olympiska sommarspelen 1952 i Helsingfors.